# Jerry Crutchfield
Jerry Crutchfield (Paducah (Kentucky), 10 augustus 1934 - 11 januari 2022) was een Amerikaans musicus, songwriter, producer, muziekuitgever en labelmanager. Hij stond achter het succes van artiesten als Tanya Tucker en Lee Greenwood.

## Biografie
Crutchfield werd geboren in Paducah in Kentucky. In 1956 was hij een van de oprichters van The Country Gentlemen (niet te verwarren met de band uit de omgeving van Washington D.C.). Met deze band bracht hij twee singles uit.
Aan het begin van de jaren zestig trok hij naar Nashville in Tennessee. Hij richtte zich in Nashville steeds minder op eigen optredens en meer op het werk achter de schermen. In deze tijd begon hij met het schrijven van liedjes voor Tree Publishing van Buddy Killen. Daarnaast stond hij aan het hoofd van een eigen label en begon hij een muziekuitgeverij. Zijn jongere broer Jan was eveneens een getalenteerd songwriter en reisde hem in die tijd na.
Vanaf het midden van de jaren zestig begon Crutchfield met het produceren van werk van diverse artiesten, als Gary Burr, Dave Loggins, Don Schlitz, Tanya Tucker, Tracy Byrd en Lee Greenwood. Aan het begin van het succes van de laatste staat bijvoorbeeld It turns me inside out dat door Jan geschreven werd en door Jerry werd gearrangeerd en geproduceerd. Na een loopbaan bij MCA Music Publishing Nashville, waar zijn afdeling werd door de American Society of Composers, Authors & Publishers werd uitgeroepen tot muziekuitgeverij van het jaar, vertrok hij naar Liberty. In 1993 keerde hij bij MCA terug en werd hij benoemd tot president van de muziekuitgeverij in Nashville.
- Library of Congress Control Number: no2018100291
- MusicBrainz: e9d9b117-c8d7-4a29-be11-7b422ace2280
- Virtual International Authority File: 2615153363086137520007
- WorldCat: E39PBJwMygjbDWK98Cb7tyYgKd